# Mistrzostwa Włoch w rugby union kobiet (2013/2014)
Mistrzostwa Włoch w rugby union kobiet (2013/2014) – dwudziesta trzecia edycja zarządzanej przez Federazione Italiana Rugby najwyższej klasy rozgrywkowej w kobiecym rugby union we Włoszech, a trzydziesta ogółem. Zawody odbywały się w dniach 6 października 2013 – 31 maja 2014 roku. Tytułu mistrzowskiego zdobytego w poprzednim sezonie broniła drużyna Riviera del Brenta.
Finał został rozegrany w Mantui, a zwyciężyła w nim drużyna ASD Rugby Monza kończąc trzydziestoletnią dominację zespołów Riviera del Brenta i Red Panthers.

## System rozgrywek
Rozgrywki zostały przeprowadzone według zmienionego systemu. Rozgrywki ligowe prowadzone były w pierwszej fazie systemem kołowym według modelu dwurundowego w okresie jesień-wiosna, a uczestniczące drużyny zostały podzielone na dwie grupy. Druga faza rozgrywek obejmowała mecze systemem pucharowym o mistrzostwo kraju. Do półfinałów bezpośrednio awansowali zwycięzcy grup, zaś o pozostałe dwa miejsce rywalizowały drużyny z miejsc drugich i trzecich. Finał odbył się na neutralnym stadionie.
W związku z wycofaniem się z rozgrywek zespołów Rugby Gerundi i Mustang Pesaro wyniki meczów z ich udziałem zostały anulowane, a kalendarz rozgrywek został zaktualizowany.

## Faza grupowa

### Grupa A
| 06-10-2013 | 1 ⇐ kolejka ⇒ 8   | 15-12-2013 |
| ---------- | ----------------- | ---------- |
| 3-36       | Casale-Treviso    | 5-39       |
| 0-20       | CUS Torino-Padova | 0-63       |

| 03-11-2013 | 4 ⇐ kolejka ⇒ 11          | 26-01-2014 |
| ---------- | ------------------------- | ---------- |
| 13-14      | Treviso-Monza             | 24-26      |
| 73-0       | Riviera del Brenta-Casale | 32-8       |

| 01-12-2013 | 7 ⇐ kolejka ⇒ 14           | 06-04-2014 |
| ---------- | -------------------------- | ---------- |
| 26-15      | Padova-Monza               | 0-60       |
| 12-29      | Treviso-Riviera del Brenta | 10-22      |
| 0-25       | CUS Torino-Casale          | 0-51       |

| 13-10-2013 | 2 ⇐ kolejka ⇒ 9    | 22-12-2013 |
| ---------- | ------------------ | ---------- |
| 17-15      | Padova-Casale      | 25-12      |
| 95-0       | Treviso-CUS Torino | 76-5       |

| 10-11-2013 | 5 ⇐ kolejka ⇒ 12              | 23-03-2014 |
| ---------- | ----------------------------- | ---------- |
| 45-6       | Monza-Casale                  | 36-0       |
| 0-89       | CUS Torino-Riviera del Brenta | 0-67       |

| 20-10-2013 | 3 ⇐ kolejka ⇒ 10         | 12-01-2014 |
| ---------- | ------------------------ | ---------- |
| 15-33      | Monza-Riviera del Brenta | 5-23       |
| 17-7       | Padova-Treviso           | 7-8        |

| 17-11-2013 | 6 ⇐ kolejka ⇒ 13          | 30-03-2014 |
| ---------- | ------------------------- | ---------- |
| 95-0       | Monza-CUS Torino          | 76-0       |
| 36-3       | Riviera del Brenta-Padova | 23-3       |

### Grupa B
| 06-10-2013 | 1 ⇐ kolejka ⇒ 8      | 15-12-2013 |
| ---------- | -------------------- | ---------- |
| 5-22       | CUS Ferrara-L’Aquila | 14-19      |
| 13-12      | Umbria-San Donato    | 23-8       |
| 68-0       | Colorno-Benevento    | 50-10      |

| 03-11-2013 | 4 ⇐ kolejka ⇒ 11      | 26-01-2014 |
| ---------- | --------------------- | ---------- |
| 36-0       | Benevento-CUS Ferrara | 43-19      |
| 27-6       | Red & Blu-Umbria      | 3-0        |
| 21-7       | San Donato-L’Aquila   | 5-39       |

| 01-12-2013 | 7 ⇐ kolejka ⇒ 14     | 06-04-2014 |
| ---------- | -------------------- | ---------- |
| 76-15      | Colorno-Umbria       | 17-12      |
| 0-3        | L’Aquila-Red & Blu   | 5-27       |
| 16-24      | San Donato-Benevento | 0-46       |

| 13-10-2013 | 2 ⇐ kolejka ⇒ 9        | 22-12-2013 |
| ---------- | ---------------------- | ---------- |
| 29-15      | San Donato-CUS Ferrara | 25-7       |
| 15-24      | Benevento-Red & Blu    | 20-38      |
| 5-55       | L’Aquila-Colorno       | 0-72       |

| 10-11-2013 | 5 ⇐ kolejka ⇒ 12   | 23-03-2014 |
| ---------- | ------------------ | ---------- |
| 14-15      | CUS Ferrara-Umbria | 10-34      |
| 29-20      | Colorno-Red & Blu  | 17-8       |
| 13-14      | L’Aquila-Benevento | 5-19       |

| 20-10-2013 | 3 ⇐ kolejka ⇒ 10      | 12-01-2014 |
| ---------- | --------------------- | ---------- |
| 0-32       | CUS Ferrara-Red & Blu | 0-59       |
| 3-15       | Umbria-Benevento      | 15-20      |
| 64-5       | Colorno-San Donato    | 46-0       |

| 17-11-2013 | 6 ⇐ kolejka ⇒ 13     | 30-03-2014 |
| ---------- | -------------------- | ---------- |
| 12-26      | CUS Ferrara-Colorno  | 0-71       |
| 13-17      | Umbria-L’Aquila      | 0-5        |
| 37-3       | Red & Blu-San Donato | 34-5       |

## Faza pucharowa

### Baraże o półfinał
| 27 kwietnia 2014 | Valsugana Padova | 34:5 | Red & Blu |  |
| 27 kwietnia 2014 |                  | 34:5 |           |  |

| 27 kwietnia 2014 | Benevento | 8:53 | Monza |  |
| 27 kwietnia 2014 |           | 8:53 |       |  |

| 4 maja 2014 | Red & Blu | 15:10 | Valsugana Padova |  |
| 4 maja 2014 |           | 15:10 |                  |  |

| 4 maja 2014 | Monza | 128:0 | Benevento | Adriano Chiolo, Monza |
| 4 maja 2014 |       | 128:0 |           | Adriano Chiolo, Monza |

### Półfinały
| 11 maja 2014 | Monza | 30:0 | Colorno |  |
| 11 maja 2014 |       | 30:0 |         |  |

| 11 maja 2014 | Valsugana Padova | 7:38 | Riviera del Brenta |  |
| 11 maja 2014 |                  | 7:38 |                    |  |

| 18 maja 2014 | Colorno | 5:53 | Monza |  |
| 18 maja 2014 |         | 5:53 |       |  |

| 18 maja 2014 | Riviera del Brenta | 29:5 | Valsugana Padova | Mira |
| 18 maja 2014 |                    | 29:5 |                  | Mira |

### Finał
| 31 maja 201417:00 | Riviera del Brenta | 12:29 | Monza | Campo Migliaretto, Mantua Sędzia: Maria Beatrice Benvenuti |
| 31 maja 201417:00 |                    | 12:29 |       | Campo Migliaretto, Mantua Sędzia: Maria Beatrice Benvenuti |